# Shigetaka Ōmori
Pour les articles homonymes, voir Ōmori.
Shigetaka Ōmori (大森 茂高, Ōmori Shigetaka) est un as du service aérien de la Marine impériale japonaise pendant la seconde guerre sino-japonaise et la Seconde Guerre mondiale, crédité officiellement de 13 victoires aériennes.
Il est tué au combat lors de la bataille des îles Santa Cruz, supposément en percutant volontairement un avion américain pour protéger son porte-avion. En réalité, son avion se désintègre en vol avant de percuter le pilote ciblé, qui survit à l'affrontement et au reste de la guerre. Shigetaka Ōmori reçoit cependant une promotion exceptionnelle de deux grades et est mentionné dans le bulletin de la Marine impériale pour son sacrifice présumé.

## Biographie

### Formation et guerre sino-japonaise
Shigetaka Ōmori naît le 15 janvier 1916 dans la préfecture de Yamanashi. Il s’engage dans la Marine impériale japonaise en mai 1933 et intègre en février 1936 le Sōjū Renshū-sei (操縦練習生) ou Sōren (操練) en version abrégée, l’un des programmes de formation des pilotes du service aérien de la Marine impériale. Il en sort diplômé en septembre de la même année et devient pilote de chasse. Lors de sa formation, Ōmori côtoie le futur as Bunkichi Nakajima.

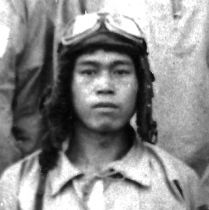
Shigetaka Ōmori lors de son passage au sein du 12e Kōkūtai.

En février 1938, Shigetaka Ōmori est affecté au 13e Kōkūtai (groupe d'aviation (en)), basé en Chine centrale dans le contexte de la seconde guerre sino-japonaise. Le 25 février 1938, il remporte la première victoire aérienne de sa carrière en abattant un avion chinois au-dessus de Nanchang. En mars, Ōmori est transféré au sein du 12e Kōkūtai, toujours en Chine centrale. Il reste au front dans la même zone jusqu’en décembre.
Après cela, Shigetaka Ōmori est transféré dans plusieurs affectations : d’abord le porte-avions Akagi, puis les Kōkūtai Tsukuba et Ōminato,. Lors du début de la guerre du Pacifique, Shigetaka Ōmori est pilote à bord du Hōshō, le premier porte-avions mis en service par le Japon, au début des années 1920. Le navire est obsolète à cette époque : dépassé en vitesse par ses successeurs, il est également trop petit pour accueillir les chasseurs embarqués modernes comme le Mitsubishi A6M Zero. En mai 1942, cependant, Ōmori est retransféré dans le groupe aéronaval de l’Akagi. C’est avec ce navire qu’il participe à la bataille de Midway, en juin.

### Bataille de Midway
Shigetaka Ōmori est chef de shōtai dans le chūtai mené par le lieutenant de vaisseau Ayao Shirane (en) pour frapper les îles Midway le 4 juin 1942,. Au cours de l’attaque, Ōmori et les pilotes japonais engagent les aviateurs du VMF-221 (en). Onze avions américains sont abattus, dont deux F4F Wildcats par Ōmori, avant que le chūtai ne mitraille ses cibles au sol sur Midway. L’unité réussit à regagner l’Akagi en ayant perdu un pilote,. Ōmori redécolle immédiatement après un bref ravitaillement pour une patrouille de protection de son navire,. Il est bientôt engagé dans un violent combat contre des bombardiers-torpilleurs américains venus attaquer l’Akagi depuis l’Enterprise. Les pilotes engagés dans cette patrouille revendiquent conjointement la destruction de six avions. Cependant, ils ne parviennent pas à empêcher une bombe de 450kg probablement larguée par Richard Halsey Best de toucher à 10h26 un hangar dans lequel des bombardiers-torpilleurs étaient en cours d’armement pour une sortie, après avoir traversé le pont d'envol du porte-avions. L’explosion déclenche un grave incendie qui s’avère impossible à contenir et l’Akagi brûle toute la journée puis la nuit du 4 juin avant d’être sabordé le lendemain à l’aube,.

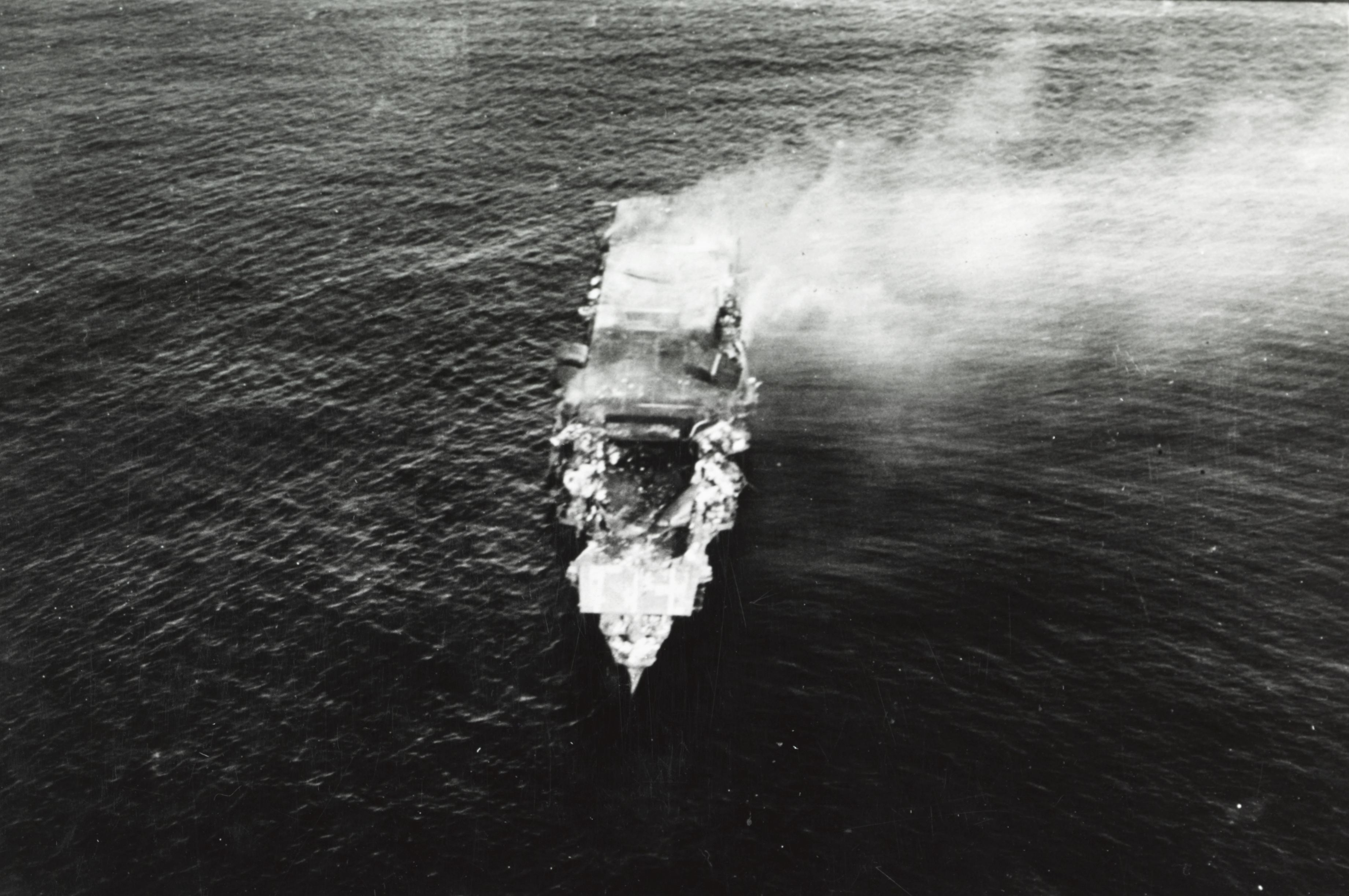
Le Hiryū en flammes au matin du 5 juin 1942 pendant la bataille de Midway

Le Zero d'Ōmori est touché à 14 reprises lors du combat contre les assaillants de l'Akagi, mais il réussit à se poser sur le Hiryū, le dernier des quatre porte-avions japonais en état de combattre à ce moment de la bataille. Dans l'après-midi du 4 juin, Shigetaka Ōmori décolle pour la troisième fois de la journée pour une patrouille de protection. Là encore cependant, les pilotes japonais ne réussissent pas à empêcher les Douglas SBD Dauntless de larguer quatre bombes sur le pont d'envol du Hiryū vers 17h. Comme les trois autres porte-avions engagés, il finit par être la proie des flammes et est abandonné avant de couler. Shigetaka Ōmori reste en vol jusqu'à épuiser son carburant, vers 19h. Il amerrit avec le lieutenant de vaisseau Shirane près du croiseur léger Nagara, qui récupère les deux hommes indemnes.

### Mort

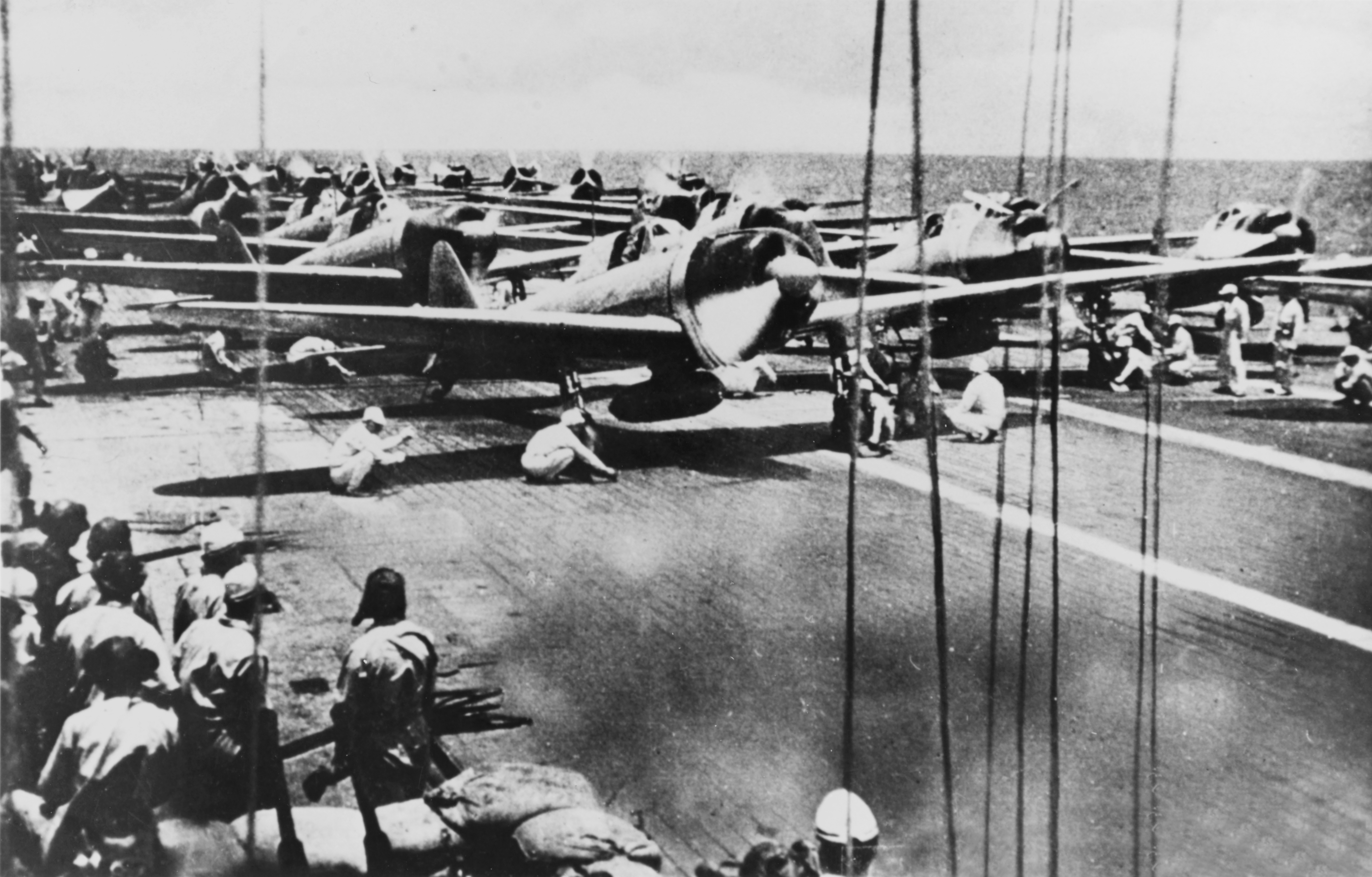
Appareils japonais sur le pont d'envol du Shōkaku avant leur décollage contre les groupes aéronavals américains le matin du 26 octobre 1942.

Après la défaite de Midway, Shigetaka Ōmori est rapatrié au Japon et affecté dans la foulée au groupe embarqué par le Shōkaku, avec lequel il prend part à la bataille des îles Santa Cruz, dans le cadre de la campagne de Guadalcanal. Le 26 octobre 1942, il est chef de shōtai au cours d'une patrouille défensive en compagnie de Sadamu Komachi, Yoshimao Kodaira et Tomitarō Itō. Les quatre hommes interceptent une quinzaine de bombardiers en piqués SBD Dauntless américains venus du Hornet. Ōmori en abat personnellement cinq avant de repérer le bombardier du lieutenant commander William J. Widhelm sur le point de larguer une bombe sur le Shōkaku. Ōmori plonge alors droit sur Widhelm, qui réussit à le toucher de plusieurs balles traçantes de calibre .50 dans le moteur. Celui-ci explose alors que les deux avions sont à une centaine de mètres. Ōmori tente de percuter Widhelm en vol, mais l'Américain esquive le Japonais au dernier moment et le Zero de Shigetaka Ōmori finit par se désintégrer au-dessus de la formation américaine. Les pilotes japonais sont alors convaincus qu'Ōmori a réussi à percuter Widhelm au prix de sa vie. En réalité, William J. Widhelm est sorti indemne de l'affrontement : plus tard dans la journée, lui et son mitrailleur sont cependant abattus par un Zero du Zuikaku. Ils passent trois jours dans un radeau de sauvetage avant d'être secourus. William Widhelm survit à la guerre.
Après sa mort, Shigetaka Ōmori reçoit une promotion posthume exceptionnelle de deux grades pour le faire passer de maître (一等兵曹, Ittō-heisō) à enseigne (海軍少尉, Kaigun-shōi) et son nom est également mentionné dans le bulletin de la Marine impériale, deux distinctions accordées en raison des témoignages sur son sacrifice supposé.